# Attack!
Attack je strategická desková hra z prostředí druhé světové války, ve které je cíl ovládnutí světa, který představuje velký herní plán s mapou části světa ve stavu k r. 1935. V jednotlivých kolech podnikáte postupně kroky, nejdůležitější je však armáda (pěchota, tanky, dělostřelectvo, letadla). Pravidla jsou sice v češtině, ale texty na herních částech nejsou přeloženy, což vadí zejména v rozšíření.
Hra obsahuje:
- přes 600 figurek jednotek z druhé světové války v šesti barvách
- velký herní plán
- speciální herní kostky
- kompletní česká pravidla

## Rozšíření hry
Ke hře vyšlo rozšíření Attack! Expanze, které přináší nové jednotky (lodě), vylepšenou politiku, ekonomiku a další herní plán, který ve spojení se starým vytváří kompletní mapu světa.